# Борха, Феликс
Феликс Александр Борха Валенсия (исп. Félix Alexander Borja Valencia; род. 2 апреля 1983[…], Сан-Лоренсо) — эквадорский футболист, нападающий; тренер. Выступал за сборную Эквадора. Участник чемпионата мира 2006 года.

## Клубная карьера
Борха — выпускник клуба «Эль Насьональ». В 2001 году в возрасте 17 лет он дебютировал за команду в чемпионате Эквадора. В своём первом сезоне он забил 4 мяча и помог команде выиграть серебряные медали первенства. В 2002 году Феликс дебютировал за клуб в Кубке Либертадорес. В 2005 году Борха в составе «Эль Насьоналя» выиграл свой первый чемпионат, а через год повторил достижение. В 2006 году Феликс стал лучшим бомбардиром Кубка Либертадорес. Забив за эквадорский клуб 51 мяч в 122 встречах и съездив на чемпионат мира, Борха объектом пристального внимания многих европейских команд. Летом 2006 года Феликс перешёл в греческий «Олимпиакос». Сумма трансфера составила 1,5 млн евро. 19 августа в матче против «Ксанти» дебютировал в греческой Суперлиге. 17 сентября в поединке против ОФИ Борха забил свой первый мяч за новую команду. За сезон Феликс принял участие в 23 матчах и забил всего 5 мячей, но помог клубу выиграть национальное первенство. В межсезонье в команду пришёл аргентинец Кристаиан Ледесма, и Борха был отдан в аренду в немецкий «Майнц 05». Летом 2007 году он дебютировал за новую команду во Второй Бундеслиге. 24 августа в матче против мёнхенгладбахской «Боруссии» Феликс забил свой первый мяч за «Майнц 05». 15 апреля 2008 года в поединке против «Падерборна» Феликс сделал хет-трик. За сезон Борха забил 17 мячей в 32 матах и занял вторую строчку в списке снайперов Второй Бундеслиги. Летом 2008 году «Майнц» выкупил трансфер нападающего у «Олимпиакоса». Во втором сезоне Борха помог команде выйти в Бундеслигу, но в марте 2009 года после конфликта с руководством клуба был отстранён от тренировок с основной командой.
В январе 2011 года, не имея больше полугода игровой практики, Борха подписал контракт с мексиканской «Пуэблой». 9 января в матче против «Гвадалахары» дебютировал за новую команду в мексиканской Примере. В этой встрече Феликс забил свой первый гол за «Пуэблу».
Летом 2011 года Борха перешёл в «Пачуку». 24 июля в матче против «Сантос Лагуна» дебютировал за новую команду. 28 августа в поединке против столичной «Америки» Феликс сделал дубль, забив свои первый голы за «Пачуку». Зимой 2013 года Борха вернулся в «Пуэблу». В первых десяти матчах за команду он забил 6 мячей. В начале 2014 года Борха вернулся на родину, став игроком ЛДУ Кито. 25 января в матче против «Манты» дебютировал за новую команду. 1 марта в поединке против «Депортиво Куэнка» Феликс забил свой первый гол за ЛДУ Кито. Летом того же года Борха перешёл в американский Чивас США. 17 августа в матче против «Ванкувер Уайткэпс» он дебютировал в MLS. 6 октября в поединке против «Реал Солт-Лейк» Феликс забил свой первый гол за «Чивас США».
В начале 2015 года Борха вновь вернулся на родину, став игроком «Мушук Руна». 14 марта в матче против ЛДУ Лоха он дебютировал за новую команду. 11 апреля в поединке против «Аукас» Феликс забил свой первый гол за «Мушук Руна». Летом того же года Борха перешёл в перуанский «Реал Гарсиласо». 30 августа в матче против «Кахамарки» дебютировал в перуанской Примере. 29 сентября в поединке против «Универсидад Сесар Вальехо» Феликс забил свой первый гол за «Реал Гарсиласо». В начале 2016 года Борха перешёл в гонконгский «Саут Чайна». 17 января в матче против «Бо Рейнджерс» дебютировал за новую команду. В начале 2017 года Феликс вернулся в «Эль Насьональ». 1 февраля в матче Кубка Либертадорес против аргентинского «Атлетико Тукуман» он отметился забитым мячом.

## Международная карьера
В 2001 году Феликс в возрасте 18 лет попал в заявку Эквадора на участие в Кубке Америки, но дебютировать за национальную команду на турнире не получилось.
17 августа 2005 года в матче против сборной Венесуэлы Борха дебютировал за сборную Эквадора. В 2006 году он попал в заявку национальной команды на участие в чемпионате мира. На турнире он принял участие только в поединке против сборной Германии.
В 2007 году он во второй раз принял участие в Кубке Америки. Также Борха активно принимал участие в отборочных встречах чемпионатов мира 2010 и 2014 года.

## Достижения
Командные
 «Эль Насьональ»
- Чемпионат Эквадора — Клаусура 2005
- Чемпионат Эквадора — 2006

 «Олимпиакос»
- Чемпионат Греции — 2006/07

Индивидуальные
- Лучший бомбардир Кубка Либертадорес — 2006